# Utvecklingsingenjörsprogrammet
Utvecklingsingenjörsprogrammet är en ingenjörsutbildning på kandidat- eller magisternivå vid Högskolan i Halmstad.
Programmet grundades 1979 och var då ett av de första där ingenjörer också läste ekonomiska ämnen. Entreprenörskap och innovationsteknik har alltid präglat programmet.
Svenskt Näringsliv utsåg i mars 2010 Utvecklingsingenjörsprogrammet till det bästa programmet i landet på samverkan med näringslivet.